# Paulos Mītropoulos
Paulos Mītropoulos (Παύλος Μητρόπουλος; Aigio, 4 aprile 1990) è un ex calciatore greco, di ruolo centrocampista.